# LEW EL8
EL8 – lokomotywa akumulatorowa produkowana w latach 1951-1978 dla kolei przemysłowych. Wyprodukowano 915  lokomotyw przemysłowych. Trzy lokomotywy zostały zachowane jako eksponaty zabytkowe.